# Rakowice Wielkie
Rakowice Wielkie (niem. Gross Rackwitz) – wieś w Polsce położona w województwie dolnośląskim, w powiecie lwóweckim, w gminie Lwówek Śląski.
Wieś położona jest na lewym brzegu rzeki Bóbr. Graniczy z miastem Lwówek Śląski oraz wsiami: Radłówka, Kotliska, Rakowice Małe, Żerkowice, Brunów.
W latach 1954-1959 wieś była siedzibą gromady Rakowice Wielkie, po jej zniesieniu w gromadzie Płakowice. W latach 1975–1998 miejscowość administracyjnie należała do województwa jeleniogórskiego.

## Nazwa
W kronice łacińskiej Liber fundationis episcopatus Vratislaviensis (pol. Księga uposażeń biskupstwa wrocławskiego) spisanej za czasów biskupa Henryka z Wierzbna w latach 1295–1305 miejscowość wymieniona jest w zlatynizowanej formie Rathowitz.

## Zabytki
Do wojewódzkiego rejestru zabytków wpisane są:
- Wieża rycerska z XV/XVI w.
- Wieża książęca z XVI w.
- Pałacyk w Rakowicach Wielkich

## Oświata i kultura
- Zespół Szkół Ekonomiczno-Technicznych im. Kombatantów Ziemi Lwóweckiej (ZSET) - szkoła ponadgimnazjalna
- Filia nr 7 Powiatowej i Miejskiej Biblioteki Publicznej w Lwówku Śląskim[8]
- Świetlica wiejska z placem zabaw
- Do 1999 roku funkcjonowała szkoła podstawowa

## Instytucje publiczne
- Administracja Zasobu Własności Rolnej Skarbu Państwa w Rakowicach Wielkich (Agencja Nieruchomości Rolnych)[9]
- Agencja Pocztowa Poczty Polskiej Rakowice Wielkie - Urząd Pocztowy Lwówek Śląski (59-600)[10]

## Przemysł
- Kopalnia Surowców Mineralnych Rakowice - Górażdże Kruszywa, HeidelbergCement Group[11]

## Elektrownia wodna Rakowice
Stopień wodny Rakowice zlokalizowany jest na 167,5 km rzeki Bóbr, 3 km poniżej Lwówka Śląskiego. Składa się z jazu oraz elektrowni wodnej usytuowanej na przełożonym odcinku koryta rzeki, w obszarze górniczym Kopalni Surowców Mineralnych Rakowice.

## Transport

### Drogi
Przez miejscowość przebiega droga powiatowa 2499D - od skrzyżowania z drogą wojewódzką 297
Obsługiwana przez PKS w Bolesławcu Sp. z o.o.
- Przystanki[15]:
  - Rakowice Wielkie
  - Rakowice Szkoła

Nieczynny przystanek kolejowy Rakowice Wielkie linii kolejowej nr 283 Jelenia Góra - Żagań
- Ruch pociągów towarowych na linii Radłówka R1 - Kopalnia Rakowice

## Religia
Kaplica Rzymskokatolicka pw. bł. Anieli Salawy - Parafia pw. Wniebowzięcia Najświętszej Maryi Panny w Lwówku Śląskim
Krzyż przydrożny wzniesiony przez osadników w 1. rocznicę zakończenia II wojny światowej, odnowiony w 2007 roku.

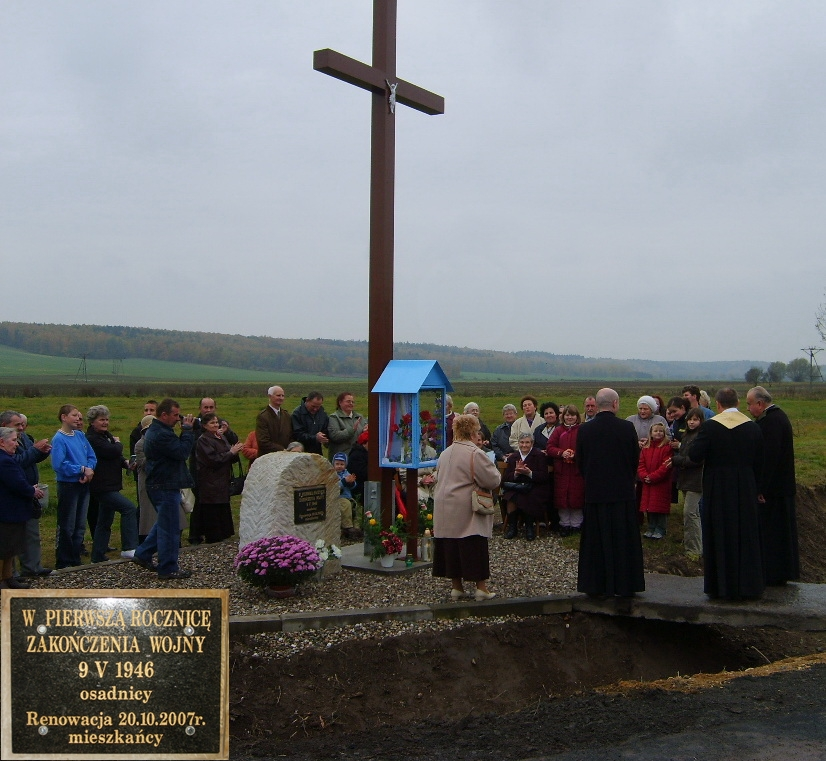
Poświęcenie krzyża